# 伊達宗成
伊達 宗成（だて むねしげ）は、江戸時代前期の仙台藩一門第二席・亘理伊達家第3代当主。

## 生涯
寛永13年（1636年）、亘理伊達家第2代当主・伊達宗実の子として生まれる。
正保4年（1647年）に元服する。明暦3年（1657年）、伯父・忠宗に随行して将軍・徳川家綱に拝謁し、万治3年（1660年）には涌谷伊達宗重の娘を正室に迎えた。
寛文5年（1665年）に父・宗実の死去にともない家督を相続したが、この頃になると岳父・宗重と叔父・宗勝との争いが深刻化しつつあり（詳細は伊達騒動を参照）、寛文8年（1668年）6月に伊東重門が宗勝の暗殺を企てたとして改易されると、その後継として弟の宗定が伊東家の新当主に迎えられた（伊東重定）。
寛文10年（1670年）6月1日死去。享年35。嫡男の千代松（基実）が家督を相続した。

## 系譜
- 父：伊達宗実
- 母：白河義綱の娘

- 妻：伊達宗重の娘・清霄院
  - 伊達林之助（夭逝）
  - 伊達基実
  - 虎乙（伊達実氏室）